# Acrostichum repandum
Acrostichum repandum là một loài thực vật có mạch trong họ Pteridaceae. Loài này được Blume mô tả khoa học đầu tiên năm 1828.